# Studenckie Koło Naukowe Germanistyki UJ
Studenckie Koło Naukowe Germanistyki UJ działa przy Instytucie Filologii Germańskiej Uniwersytetu Jagiellońskiego i jest najstarszym germanistycznym kołem naukowym w Polsce. W roku akademickim 2017/2018 liczyło 17 członków. Przy współpracy z innymi kołami naukowymi oraz instytucjami realizuje projekty o charakterze kulturoznawczym i popularyzatorskim, ukierunkowane na wiedzę o krajach niemieckojęzycznych.

## Historia[1]
Pierwszą próbę utworzenia koła naukowego studenci filologii germańskiej podjęli w roku 1893, prawdopodobnie z inspiracji profesora Wilhelma Creizenacha (1851–1919), stojącego wówczas na czele Katedry Germanistyki. Zgodnie z projektem statutu, który nie został jednak zatwierdzony przez Senat Akademicki UJ, celem koła miało być samokształcenie członków w zakresie języka niemieckiego, literatury oraz pokrewnych dziedzin wiedzy. Koło zostało formalnie zorganizowane dopiero po kilku latach, a jego pierwsze zebranie odbyło się 22 marca 1900 roku. Przyjęło wówczas nazwę Koło Filologiczne Niemieckie. Liczba członków wynosiła początkowo 14 i w kolejnych latach wzrosła do 29 (1904/1905). Prof. Creizenach wspierał działalność studentów i zgłaszał najlepsze prace do nagrody. Został on wybrany honorowym członkiem koła naukowego. Po jego odejściu z Krakowa w roku 1913 koło przerwało działalność na okres czterech lat. 
W lipcu 1914 profesorem nadzwyczajnym języka i literatury niemieckiej został mianowany Spiridion Wukadinovič (1870–1938). Pod jego kierunkiem w roku 1918 koło wznowiło działalność i rozszerzyło zakres prac. W lutym 1932 roku opracowano nowy statut, który został zatwierdzony przez Senat Akademicki. Przyjęto wówczas nazwę Koło Germanistów Studentów UJ. 
W październiku 1933 profesorem zwyczajnym języka i literatury niemieckiej w Uniwersytecie Jagiellońskim został mianowany Adam Marian Kleczkowski (1883–1949). Pod jego opieką koło szybko się rozwijało, a w roku 1936 liczba członków przekroczyła 100 osób. Od roku akademickiego 1934/1935 prowadzono kurs fonetyki i gramatyki opisowej. Urządzano zebrania naukowe z referatami oraz dyskusje na temat organizacji studiów germanistycznych. Systematycznie powiększano księgozbiór oraz wydawano drukiem teksty do ćwiczeń językowych. 
1 grudnia 1934 odbyła się akademia z okazji 175 rocznicy urodzin Friedricha Schillera, obchodzono także trzydziestopięciolecie istnienia koła. Na zebraniu w dniu 21 marca 1936 roku prof. Kleczkowski otrzymał dyplom członka honorowego. Organizowano spotkania studentów z gośćmi zagranicznymi oraz współpracowano z Ogólnoakademickim Komitetem Funduszu Obrony Narodowej i Akademickim Komitetem Pomocy Polakom za granicą. Po II wojnie światowej liczba studentów germanistyki bardzo zmalała, a koło nie wznowiło działalności. Zachowała się jednak biblioteka koła (około 1400 tomów), przejęta później przez bibliotekę Katedry. W roku akademickim 1950/1951 studenci germanistyki oraz anglistyki podjęli próbę utworzenia koła naukowego germanistyczno-anglistycznego, ale wobec przewidzianej już wówczas likwidacji obu kierunków studiów nie miało ono możliwości rozwoju. Zorganizowano jedynie dwa zebrania naukowe z referatami z dziedziny historii literatury. 
Do reaktywacji koła doszło dopiero po wznowieniu działalności jednostki pod nazwą Katedra Filologii Niemieckiej UJ w roku 1966. Z przerwami działa ono do dziś.